# گومروو (شهرستان بایماکسکی، باشقیرستان)
گومروو (به لاتین: Gumerovo) یک منطقهٔ مسکونی در روسیه است که در باشقیرستان واقع شده‌است.